# Pysznica
Pysznica – wieś w południowo-wschodniej Polsce, położona w województwie podkarpackim, w powiecie stalowowolskim, w gminie Pysznica. Leży nad strugą Pyszenką w pobliżu jej ujścia do Sanu z prawego brzegu.
| SIMC    | Nazwa          | Rodzaj     |
| ------- | -------------- | ---------- |
| 0804508 | Kaczyłów       | część wsi  |
| 0804589 | Malce          | przysiółek |
| 0804514 | Olszowiec      | część wsi  |
| 0804595 | Piskorowy Staw | przysiółek |
| 0804520 | Podborek       | część wsi  |
| 0804537 | Podkościele    | część wsi  |
| 0804603 | Podlesie       | przysiółek |
| 0804543 | Podorenda      | część wsi  |
| 0804550 | Rędziny        | część wsi  |
| 0804566 | Sołtysy        | część wsi  |
| 0804610 | Sudoły         | przysiółek |
| 0804626 | Targowisko     | przysiółek |
| 0804572 | Ziarny         | część wsi  |

## Historia
Wieś została założona w XVI wieku przez króla Zygmunta Augusta. Legenda mówi, iż król polujący na terenie Puszczy Solskiej (obejmującej niegdyś tereny obecnej Pysznicy) spragniony zatrzymał się nad niewielkim strumykiem. Woda, której się napił, była "pyszna". Król rozkazał założenie w tym miejscu osady. Przyjęła ona nazwę Pysznica od "pysznej" wody a strumyk nazwano Pyszenka. Początek osadnictwa miał miejsce w pobliżu Pyszenki, gdzie obecnie znajduje się ul. Ziarny. W czasie I rozbioru wieś weszła w skład Austrii. Osada pełniła funkcje rolnicze.
W 1944 roku w miejscowości Pysznica kwaterował sztab 78 Korpusu Piechoty Armii Czerwonej a dywizje wchodzące w jego skład (31 Dywizja Piechoty, 214 Dywizja Piechoty i 373 Dywizja Piechoty) zajęły pozycje na zachód i północ od Pysznicy.
W latach 1954-1972 wieś była siedzibą gromady Pysznica. W latach 1975–1998 miejscowość położona była w województwie tarnobrzeskim.
Miejscowość jest siedzibą gminy Pysznica oraz rzymskokatolickiej parafii Podwyższenia Krzyża Świętego i św. Jana Chrzciciela.

## Główne instytucje
- Urząd Gminy Pysznica
- placówka Poczty Polskiej Pysznica
- Biblioteka
- Dom Kultury
- Ośrodek Pomocy Społecznej
- Ośrodek zdrowia
- Ochotnicza Straż Pożarna
- Posterunek Policji

## Oświata
Na terenie wsi działalność dydaktyczną prowadzą:
- Publiczna Szkoła Podstawowa im. Jana Pawła II
- Przedszkole

## Sport i rekreacja
Kluby sportowe działające w Pysznicy:
- Ludowy Zespół Sportowy Olimpia Pysznica
- Gminna Akademia Piłkarska Talent w Pysznicy

Obiekty sportowe
| Pysznica |
| --- |
| - Gminne Centrum Sportowo-Rekreacyjne i Kulturalne. - Boisko sportowe LZS Olimpia Pysznica. - Boisko wielofunkcyjne przy PSP. |